# Bristol, Connecticut
Bristol je grad u američkoj saveznoj državi Connecticut. Prema popisu stanovništva iz 2010. u njemu je živjelo 60.477 stanovnika.